# Bardo Ellens
Bardo Pieter Ellens (Deventer, 15 juni 1992) is een Nederlandse videomaker op YouTube en videostreamer op Twitch.

## YouTube
Op 25 oktober 2006 begon Ellens met het maken van YouTube-filmpjes. Hij is vooral bekend geworden met zijn YouTube-serie 50 Smoesjes op het kanaal BanjoMovies. Andere bekende series zijn "... in het echte leven", waarin Ellens populaire sociale media en dergelijke naspeelt, en "10 dont's", waarin Ellens tien zaken opsomt die je niet moet doen op een bepaalde plaats of bijvoorbeeld tijdens een date. Op Ellens' tweede kanaal, 'Bardo Ellens', zijn onder andere video's over de mobiele app Pokémon GO te vinden. Ook uploadt hij daar de ongeknipte vlog: een serie waarin hij dagelijks vertelt over wat hij die dag heeft beleefd. Verder is Ellens lid van het kanaal BanjoTown, dat door hemzelf en andere bekende youtubers, zoals Rick Broers, wordt geleid.

### Kanalen
| Nr. | Naam          | Jaar         | Categorie                    |
| --- | ------------- | ------------ | ---------------------------- |
| 1   | BanjoMovies   | 2006 -       | Comedy, formats, informatief |
| 2   | KijkDitNiet   | 2007 - 2008  | Comedy, vlogs                |
| 3   | GamingGamers  | 2008         | Gaming                       |
| 4   | Bardoellens   | 2009 - 2011  | Ongeknipte vlogs             |
| 5   | Dailydutch    | 2010 - 2011  | Communitykanaal              |
| 6   | HetProject    | 2010         | Comedy                       |
| 7   | Bardo         | 2011 - heden | Dagelijkse vlogs             |
| 8   | BanjoTown     | 2012 - 2016  | Gaming, comedy, reality      |
| 9   | Dailydutchers | 2012 - 2013  | Communitykanaal              |

### Offline
Op 6 april 2012 werd het kanaal BanjoMovies van YouTube verwijderd. Waarom Google het kanaal verwijderde, is onduidelijk, maar na vier dagen is het kanaal hersteld. Volgens Ellens heeft dit ertoe geleid dat video's van voor dit moment niet meer door YouTube worden aanbevolen, waardoor deze nauwelijks meer bekeken worden.
Tien jaar later, in de nacht van 21 op 22 juli 2022, werd het BanjoMovies opnieuw van YouTube verwijderd. Ditmaal vanwege een hacker die meerdere video's over cryptovaluta livestreamde op het kanaal. Deze livestreams werden dermate vaak gerapporteerd dat het YouTube-kanaal zonder waarschuwing werd verwijderd. Op 28 juli werd het kanaal wederom hersteld.

## Twitch
Sinds april 2021 is Ellens actief op het streaming-platform Twitch. Hier is hij bijna dagelijks live te zien achter zijn bureau of buitenshuis, als non-gaming streamer. Hij is op Twitch bekend onder de naam 'Bardo'.

## Podcasts
Ellens heeft door zijn carrière heen meerdere podcasts gepresenteerd, hieronder een overzicht.

### BanjoHelpDesk
Ellens begon in 2016 met de BanjoHelpDesk. Een idee om jongeren te helpen met taboe brekende onderwerpen, die varieerden van komische tot heftige onderwerpen. Per aflevering besprak hij 3 ingezonden brieven met roulerende gasten als Stefano Keizers, David Harms en Rick Broers.
Ellens is gestopt met deze Podcast na 13 afleveringen omdat de brieven te ernstig waren en hij zich niet gekwalificeerd genoeg voelde om ze juist te beantwoorden. Voor een luchtig raadgevende podcast werden de brieven voor zijn gevoel te serieus.

### Next Level Heroes
Ellens presenteerde samen met Bas van Teylingen en Jeffrey Wirtz de popculture show Next Level Heroes. Een programma wat ging over games, films, series en alles wat daaraan verwant is. Het eerste seizoen liep van 2018 tot 2020, waarna een 2e seizoen nog kwam in 2021 met enkel Bas Van Teylingen aan de zijde van Ellens. Het 2e seizoen was ook zonder beeldregistratie, en enkel puur als podcast te beluisteren.
De show kende vaste gasten als Emilio Guzman, Noah Zeeuw, Ronald Vledder en rapper Brainpower. Ellens deed voornamelijk de recensies, redactiewerk en het item Theoreetjes waarin hij zelfverzonnen theorieën besprak rondom de films, games en series. Daarnaast was hij verantwoordelijk voor interviews met onder andere The Walking Dead cast, Kevin Hart en Jerome Flynn uit game of thrones.
Op het hoogtepunt mocht Ellens met Van Teylingen en Wirtz de Dutch comic-con presenteren in de jaarbeurs te Utrecht, waarbij verschillende vasten gasten de revue passeerden. In 2022 is het leeuwendeel van het werk offline gehaald, omdat Ellens en Van Teylingen besloten hebben dit project stop te zetten.

### Wat De Neuk?!
Ellens presenteert samen met Rick Broers de podcast Wat de Neuk, onder het pseudoniem de 3 amigo's. Hierin bespreken ze elke aflevering uitgebreid een onderwerp dat ze aan het hart gaat. Op 7 juni 2022 begon het 6e seizoen van de podcast serie.

### Circus Brainrot
Sinds maart 2025 presenteert Ellens samen met Rick Broers de wekelijkse radioshow en podcast Circus Brainrot. In het programma bespreken ze op luchtige en chaotische wijze internetcultuur, actuele gebeurtenissen en persoonlijke ervaringen, altijd met een flinke dosis humor en spontane interactie. De show is te beluisteren op Yoursafe Radio en terug te vinden op streamingplatforms zoals Spotify en Apple podcasts. Daarnaast delen Ellens en Broers korte, grappige clips en opvallende fragmenten via TikTok en Instagram Reels om hun publiek te bereiken.

## Televisie
In 2012 presenteerde Ellens samen met Thomas Smagge het dagelijkse televisieprogramma #Kansloos op Veronica. Terugkerende gasten in het programma waren Gino Pietermaai en Henny Huisman.

## Boek
Op 18 december 2014 verscheen Ellens' boek 1001 Smoesjes. Daarin somt hij grappige, flauwe en moeilijke smoezen op, bijvoorbeeld om niet te hoeven gymmen of om aan het huiswerk te ontkomen.

## Guys Night
Op 29 december 2014 plaatste Ellens de film Guys Night op YouTube. Het is een komische zombiefilm, waarin een vriendenavond in het water valt als de apocalyps zich aandient en hongerige zombies Deventer onveilig maken. Ondertussen blijkt Ellens verliefd te zijn op de vriendin van zijn beste vriend. De hoofdrollen worden vertolkt door Bardo Ellens, Dylan Haegens, Thomas Smagge en Lisa Smit. Het verhaal werd geschreven door Ivan Lopez Nunez, die ook de regie voor zijn rekening nam.
Het project werd geïnitieerd door MovieZone, het jongerenproject van EYE Film Instituut Nederland.

## Prijzen en nominaties
| Jaar | Prijs               | Categorie                           | Resultaat   |
| ---- | ------------------- | ----------------------------------- | ----------- |
| 2015 | VEED Awards         | Beste Comedy YouTuber               | Genomineerd |
| 2019 | VEED Awards         | Beste Comedy YouTuber               | Genomineerd |
| 2019 | VEED Awards         | Beste YouTube-serie                 | Genomineerd |
| 2020 | Zapp Awards         | Beste Instagrammer                  | Genomineerd |
| 2022 | DYTG Awards         | Maakt te weinig Tiktoks             | Gewonnen    |
| 2022 | Dutch Stream Awards | Beste Non Gaming (publiek)          | Gewonnen    |
| 2022 | Dutch Stream Awards | Beste Man (publiek)                 | Genomineerd |
| 2022 | Dutch Stream Awards | Beste Stream (publiek)              | Genomineerd |
| 2022 | Faralley Faam Show  | Beste KEKW Moment                   | Gewonnen    |
| 2023 | Dutch Stream Awards | Beste Non Gaming (publiek)          | Gewonnen    |
| 2023 | Dutch Stream Awards | Beste Mannelijke Streamer (publiek) | Gewonnen    |
| 2023 | Dutch Stream Awards | Beste Stream (publiek)              | Gewonnen    |

## Filmografie
| Film en televisie als acteur       | Film en televisie als acteur              | Film en televisie als acteur                              | Film en televisie als acteur                              |
| Jaar                               | Productie                                 | Rol                                                       | Opmerkingen                                               |
| ---------------------------------- | ----------------------------------------- | --------------------------------------------------------- | --------------------------------------------------------- |
| 2010                               | Gooische Vrouwen (film)                   | Zichzelf                                                  | Film - bijrol                                             |
| 2011                               | Who's in? Who's out?                      | Sjon de vlogger                                           | BNN Npo3, Televisie - Hoofdrol                            |
| 2014                               | Guys Night                                | Zichzelf                                                  | Film - hoofdrol                                           |
| 2014                               | Spongebob 3D: Spons op het droge          | Jan de Meeuw                                              | Film - stem                                               |
| 2015                               | Scout's Guide Through a Zombie Apocolypse | Zombie                                                    | Televisie - bijrol                                        |
| 2018                               | De Film van Dylan Haegens                 | Zichzelf                                                  | Film - bijrol                                             |
| 2024                               | Game on                                   | Smilo (Milo)                                              | Film - hoofdrol                                           |
| Televisie met hoofdrol/presentator |                                           |                                                           |                                                           |
| Jaar                               | Productie                                 | Opmerkingen                                               | Opmerkingen                                               |
| 2009                               | BanjoTV                                   | Presentator, DeventerTV, 1 seizoen, 10 afleveringen       | Presentator, DeventerTV, 1 seizoen, 10 afleveringen       |
| 2011-2013                          | #Kansloos                                 | Presentator, Veronica, 2 seizoenen, 72 afleveringen       | Presentator, Veronica, 2 seizoenen, 72 afleveringen       |
| 2012-2013                          | Het internet jaaroverizcht                | Presentator, Veronica's oudjaarsavondspecial, 2 seizoenen | Presentator, Veronica's oudjaarsavondspecial, 2 seizoenen |
| 2014                               | De Donuts                                 | Regisseur en acteur, NPO 3 TV LAB, 1 aflevering           | Regisseur en acteur, NPO 3 TV LAB, 1 aflevering           |
| 2015                               | MAKERS CHANNEL PLAYGROUND                 | Presentator, 1 seizoen 6 afleveringen                     | Presentator, 1 seizoen 6 afleveringen                     |
| 2015                               | ShineWereld                               | Hoofdrol, documentaire van BNNVARA                        | Hoofdrol, documentaire van BNNVARA                        |
| 2017                               | Goudzoekers in YouTubeland                | Hoofdrol, documentaire van Tegenlicht                     | Hoofdrol, documentaire van Tegenlicht                     |
| 2017                               | WANDER                                    | Presentator, MTV 1 seizoen 4 afleveringen                 | Presentator, MTV 1 seizoen 4 afleveringen                 |
| Televisie, als deelnemer           |                                           |                                                           |                                                           |
| Jaar                               | Productie                                 | Opmerkingen                                               | Opmerkingen                                               |
| 2015                               | Zondag met Lubach                         | Gastrol, als zichzelf                                     | Gastrol, als zichzelf                                     |
| 2016                               | #DITISFIRST                               | Terugkerende tafelheer                                    | Terugkerende tafelheer                                    |
| 2016                               | Jinek                                     | Tafelgast, YouTube-expert                                 | Tafelgast, YouTube-expert                                 |
| 2020                               | NOS Jeugdjournaal                         | Gast, YouTube-expert                                      | Gast, YouTube-expert                                      |
| 2020                               | Prankoorlog                               | Gast                                                      | Gast                                                      |
| 2023                               | Roddelpraat                               | Gast                                                      | Gast                                                      |

## Trivia
- In 2011 stond Ellens bij Google bij de meest voorkomende zoektermen op beroemdheden op de vijfde plaats, waarop Nederlanders zochten.[18]